# ピザポケット
ピザポケット（Pizza Pocket）は福岡県福岡市に本社を置くポケットフーズ株式会社が展開する宅配ピザのフランチャイズチェーンである。

## 概要
創業は1987年12月で、設立は1988年9月である。奈良県発祥で現在も南都銀行との取引があるが、現在は福岡県を中心に店舗展開している。資本金は5000万円であり、2012年3月決算時のチェーン売上高は19億3000万円である。
2021年2月に、福岡県福岡市博多区本社移転。かつて本社があった奈良県北葛城郡に関西支社を置いている。
2021年現在で、全国61店舗展開しており、一部店舗では宅配だけでなく、イートインも可能になっている。
2021年8月に注文サイトを開設。宅配・持ち帰り両方予約が可能となっている。オープンに伴いAmazonギフト券が当たるなど、公式注文サイトオープンを記念したキャンペーンを開催していた。
2021年12月28日、石油販売業の新出光がポケットフーズの発行済全株式を取得、完全子会社化した。
2022年8月、本社を上呉服町に移転。

## 出店地域
- 関東地方（千葉県、東京都）
- 近畿地方（大阪府、奈良県）
- 中国地方（鳥取県、広島県）
- 四国地方（徳島県）
- 九州地方（福岡県、佐賀県、熊本県）

## 公式キャラクター
- ポッケ

## 広告・スポンサー
- WebCM『食べて、撮って、投稿！ハッシュタグキャンペーンムービー』
- ピザポケットPresents　井口眞緒の「ふぬけの日曜日」（毎週日曜19:00-20:00）（一時期時間帯移動で水曜19:00-20:00放送の「ねー聞いてよ」時代もスポンサーになっていた)

FMからつで放送中の番組。スポンサー開始記念でプレゼント企画を実施し、番組内でも広報担当のコーナーがあった。
なお、唐津市内にはピザポケット店舗はなく、最寄りは糸島市の前原店である。2022年11月限りで広報担当者の退社に伴いスポンサー終了。
- Fリーグ、WFリーグ所属バルドラール浦安及びバルドラール浦安・ラスボニータス

アリーナ内飲食ブース出店の他、浦安市、市川市、江戸川区内の各店舗にて指定ピザの「勝ったら半額」キャンペーンを行っている。